# 国鉄タキ16700形貨車
国鉄タキ16700形貨車（こくてつタキ16700がたかしゃ）は、かつて日本国有鉄道（国鉄）及び1987年（昭和62年）4月の国鉄分割民営化後は日本貨物鉄道（JR貨物）に在籍した私有貨車（タンク車）である。
本形式と同一の専用種別車であるタキ8250形についても本項目で解説する。

## タキ16700形
タキ16700形は、グリオキザール専用の35t 積タンク車として1969年（昭和44年）12月10日に1両（コタキ16700）が三菱重工業にて製作された。
記号番号表記は特殊標記符号「コ」（全長 12 m 以下）を前置し「コタキ」と標記する。
本形式の他にグリオキザールを専用種別とする形式には、タキ8250形（後述）の1形式のみが存在した。
所有者は、ダイセルでありその常備駅は信越本線の新井駅であった。1980年（昭和55年）1月にダイセル化学工業へ名義変更された。
タンク体はステンレス鋼製で厚さ50mmのグラスウール断熱材を巻き、薄鋼板製のキセ（外板）が設置された。
荷役方式はタンク上部にある液出入れ管からの上入れ、上出し式である。荷降ろしの際には加圧空気を併用した。両管はS字管を装備した。
車体色は黒色、寸法関係は全長は10,900mm、全幅は2,548mm、全高は3,759mm、台車中心間距離は6,800mm、実容積は27.3m3、自重は16.6t、換算両数は積車5.0、空車1.6であり、台車はベッテンドルフ式のTR41Cである。
1987年（昭和62年）4月の国鉄分割民営化時には車籍がJR貨物に継承されたが、1990年（平成2年）4月に廃車となり同時に形式消滅となった。

## タキ8250形
タキ8250形は、グリオキザール専用の25t 積タンク車として1967年（昭和42年）9月28日に1両（コタキ8250）が三菱重工業にて製作された。
記号番号表記は特殊標記符号「コ」（全長 12 m 以下）を前置し「コタキ」と標記する。
所有者は、ダイセルでありその常備駅は信越本線の新井駅であった。1980年（昭和55年）1月にダイセル化学工業へ名義変更された。
タンク体は、ステンレス鋼製で厚さ50mmのグラスウール断熱材を巻き、薄鋼板製のキセ（外板）が設置された。
荷役方式はタンク上部にある液出入管からの上入れ、上出し式である。荷降ろしの際には加圧窒素を併用した。両管はS字管を装備した。
車体色は黒色、寸法関係は全長は10,100mm、全幅は2,548mm、全高は3,509mm、台車中心間距離は6,500mm、実容積は19.5m3、自重は15.7t、換算両数は積車4.0、空車1.4であり、台車はベッテンドルフ式のTR41Cであったが後にTR41Dに改造された。
1987年（昭和62年）4月の国鉄分割民営化時には車籍がJR貨物に継承されたが、1997年（平成9年）8月に廃車となり同時に形式消滅となった。